# Nataly Dawn

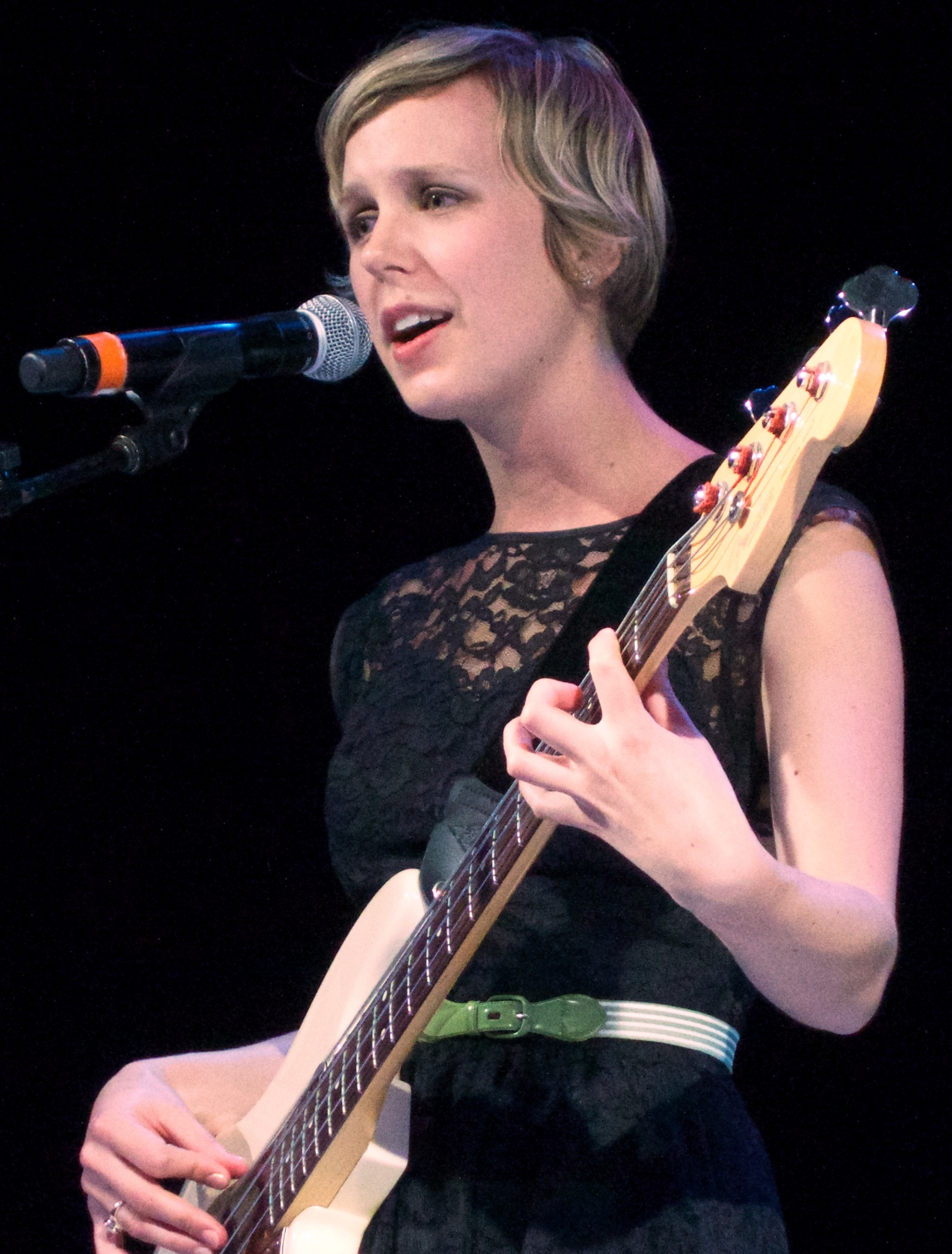
Nataly Dawn

Nataly Dawn (* 29. Oktober 1986 in Sacramento, Kalifornien; eigentlich Natalie Dawn Knutsen) ist seit 2008 eine US-amerikanische Singer-Songwriterin. Als Teil des Duos Pomplamoose wurde sie vor allem durch das Veröffentlichen von Songs auf Youtube bekannt.

## Leben
Dawn wurde als Tochter von Missionaren geboren und verbrachte einen Großteil ihrer Jugend in Europa. In Frankreich und in Belgien besuchte sie die Oberschule.
Danach ging sie in die USA und studierte dort an der Stanford University Kunst und französische Literatur. Dort traf sie auf Jack Conte, mit dem sie seit Mai 2016 verheiratet ist, und gründete mit ihm das Duo Pomplamoose. Seit 2008 veröffentlichte das Duo auf ihrem Youtube-Kanal vor allem Coverversionen von Popsongs, darunter Beyoncés „Single Ladies (Put a Ring on It)“, Lady Gagas „Telephone“ und „Mr. Sandman“ von den Chordettes.
2009 veröffentlichte Dawn bei iTunes ihr erstes Solo-Album Her earlier stuff, eine Zusammenstellung zwölf ihrer Songs, die sie bis dahin auf ihrem YouTube-Kanal vorgestellt hatte.
2010 musizierte Dawn mit Lauren O’Connell in ihrem gemeinsamen Projekt My Terrible Friend, mit dem sie auch auf Tournee gingen. Auf Barry Manilows 2011 erschienenem Album Fifteen Minutes wirkte Dawn in dem Lied „Letter from a fan / So heavy, so high“ mit.
Um die Produktion ihres zweiten Albums How I Knew Her zu finanzieren, initiierte sie im Juli 2011 eine Crowdfunding-Kampagne auf der Internetplattform Kickstarter. Als diese sieben Wochen später beendet war, hatten 2.315 Menschen die Produktion des Albums mit insgesamt 104.788 US-Dollar finanziert. Dawn veröffentlichte das Album schließlich am 12. Februar 2013 beim Label Nonesuch Records.